# フランシスコ・エルナンデス・デ・コルドバ (ユカタン半島の発見者)
フランシスコ・エルナンデス・デ・コルドバ（Francisco Hernández de Córdoba、? – 1517年）は、スペインのコンキスタドール。ヨーロッパ人による最初のユカタン半島発見の報告をもたらした1517年の遠征で知られる。
エルナンデス・デ・コルドバのユカタン探検以前の経歴についてはほとんど知られていない。1517年、キューバに住んでいたエルナンデス・デ・コルドバは、現状の生活に不満を持つ110人の開拓者とともにキューバ総督ディエゴ・ベラスケスに新しい土地と資源を得るための遠征の許可を求めた。押し問答の末許可が下り、1517年2月8日にエルナンデス・デ・コルドバの指揮する3隻の船がサンティアーゴ・デ・クーバを出発した。
遠征隊はユカタン半島への上陸を果たし、マヤ文明を発見した。しかし、チャンポトンでマヤ人の襲撃に遭遇し、メンバーの多数が死亡した。エルナンデス・デ・コルドバ自身も負傷したが、何とかキューバに帰還することができた。しかし、そこで待っていたのはディエゴ・ベラスケスがフアン・デ・グリハルバを次のユカタン遠征の指揮官に任命したとの知らせだった。落胆したエルナンデス・デ・コルドバは、遠征中の負傷と極限の渇きがもとでキューバ帰還の数日後に死去した。
エルナンデス・デ・コルドバが遭遇したマヤ文明は、ヨーロッパ人が新世界で最初に遭遇した、旧世界のものと比較しうる頑丈な建築物と複雑な社会構造を備えた文明だった。この遠征の報告は1518年のフアン・デ・グリハルバの遠征と1519年のエルナン・コルテスの遠征を促し、最終的にスペインによるメキシコの征服につながった。
ベルナル・ディアス・デル・カスティリョはこの遠征隊のメンバーであり、『メキシコ征服記』にこの時の記録を残している。